# Esslingen am Neckar
Esslingen am Neckar (do 16 października 1964 Eßlingen am Neckar) – miasto powiatowe w Niemczech, w kraju związkowym Badenia-Wirtembergia, w rejencji Stuttgart, w regionie Stuttgart, siedziba powiatu Esslingen. Leży nad rzeką Neckar, ok. 10 km na południowy wschód od Stuttgartu.

## Dzielnice
Miasto dzieli się na 25 dzielnic: Berkheim, Brühl, Hegensberg, Hohenkreuz, Kennenburg, Kimmichsweiler, Krummenacker, Liebersbronn, Mettingen, Neckarhalde, Oberesslingen, Oberhof, Obertal, Pliensauvorstadt, Rüdern, Sankt Bernhardt, Serach, Sirnau, Stadtmitte, Sulzgries, Wäldenbronn, Weil, Wiflingshausen, Zell am Neckar, Zollberg.

## Współpraca
Miejscowości partnerskie:
- Węgry: Eger
- Białoruś: Mołodeczno

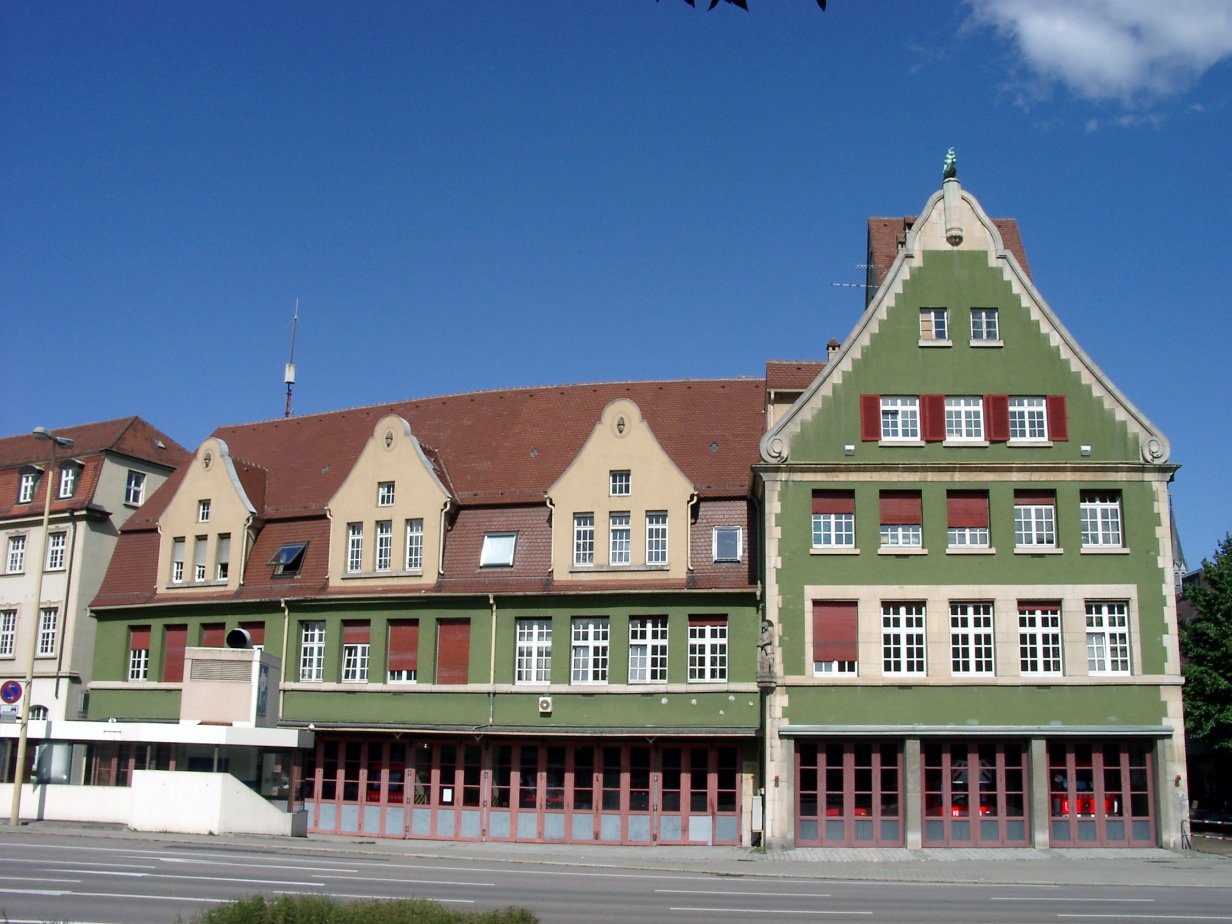
Budynek straży pożarnej

- Wielka Brytania: Neath Port Talbot
- Szwecja: Norrköping
- Polska: Piotrków Trybunalski
- Holandia: Schiedam
- Stany Zjednoczone: Sheboygan
- Włochy: Udine
- Słowenia: Velenje
- Francja: Vienne

## Transport

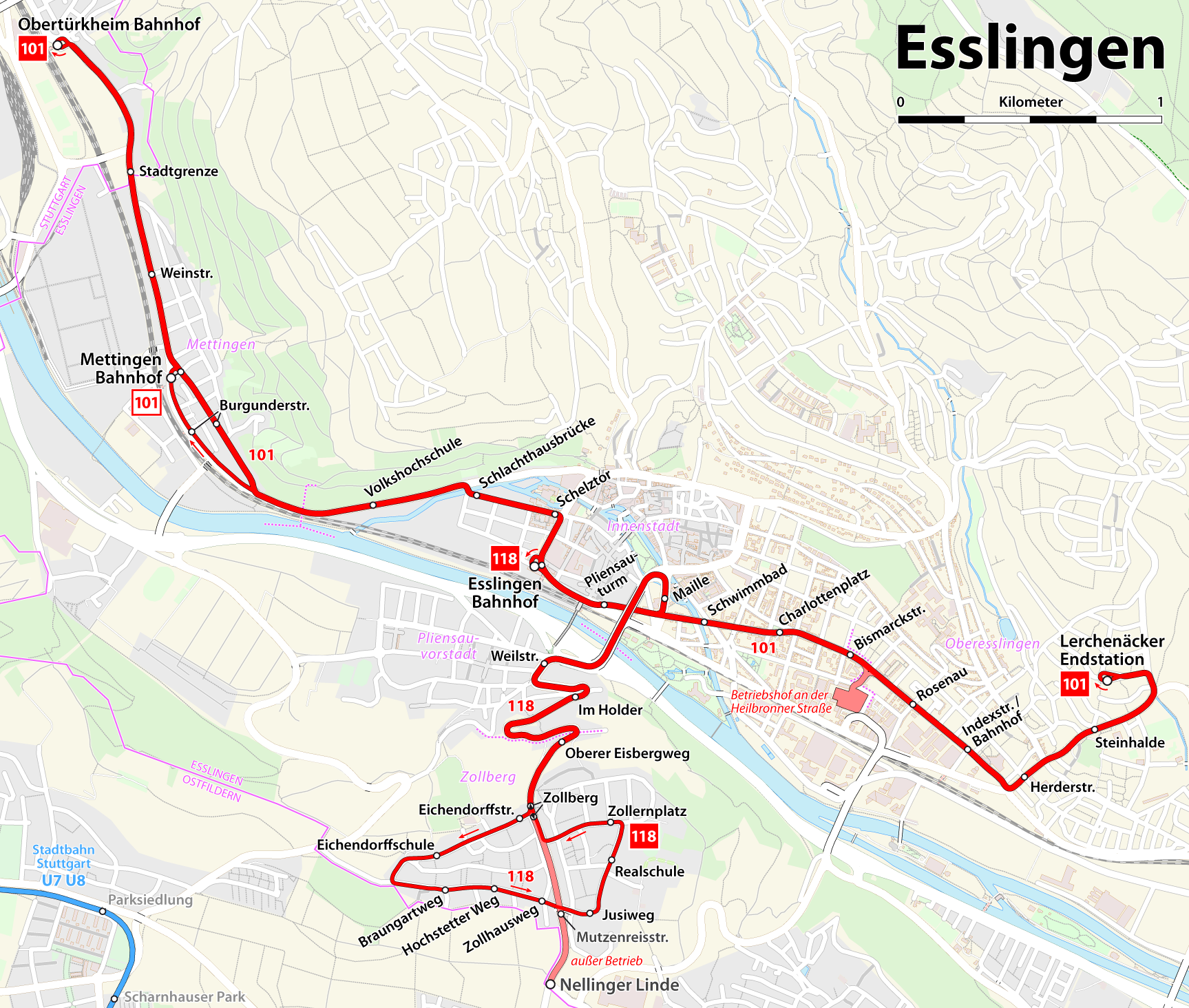
Trolejbusy w Esslingen am Neckar

Przez miasto przebiega droga krajowa B10 oraz linia kolejowa InterCity Stuttgart–Ulm, ze stacjami Esslingen (Neckar) i Esslingen-Mettingen. Ok. 6 km na południe zlokalizowany jest 54. zjazd (Esslingen) z autostrady A8.

## Galeria

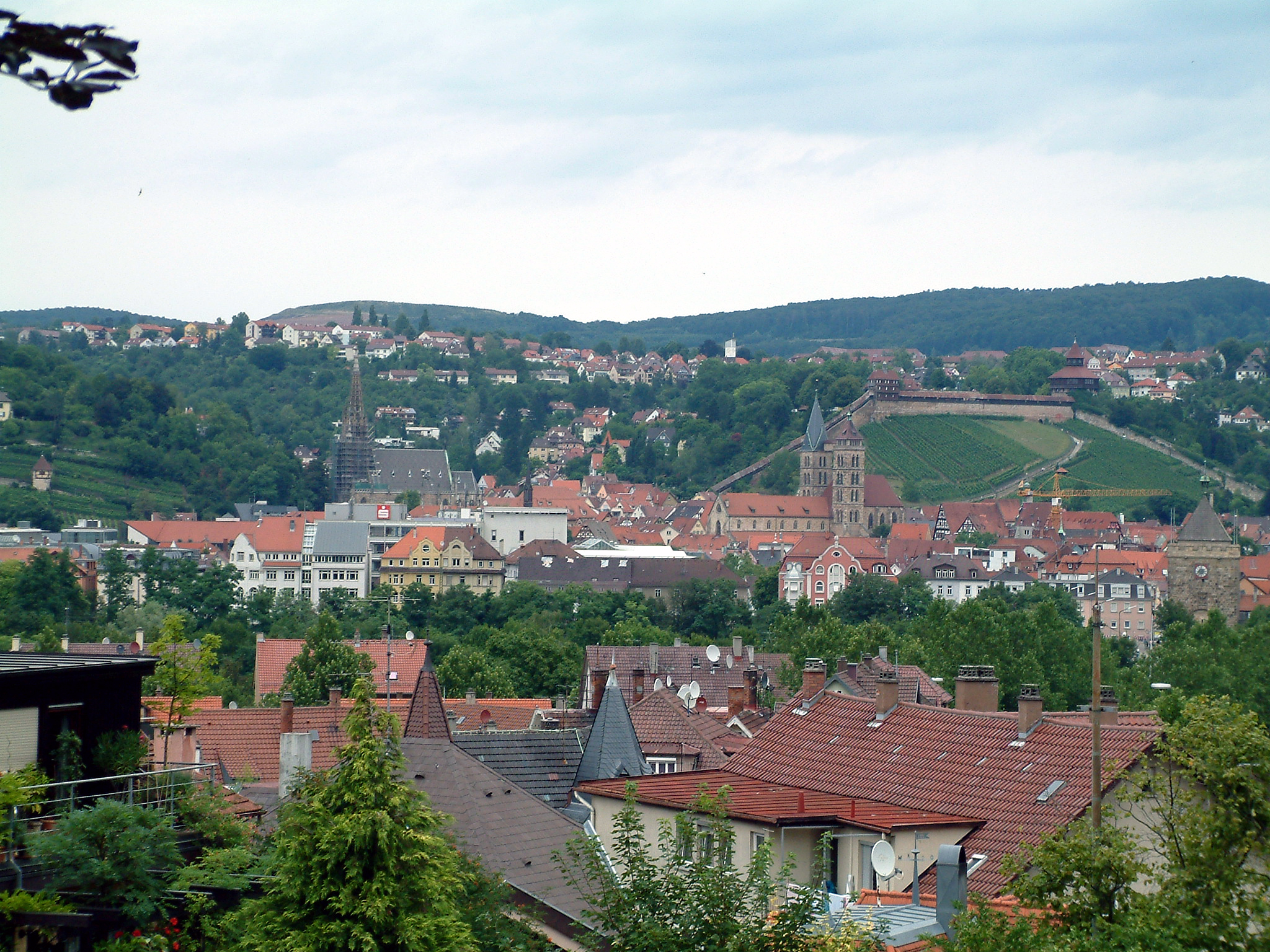
Stare Miasto
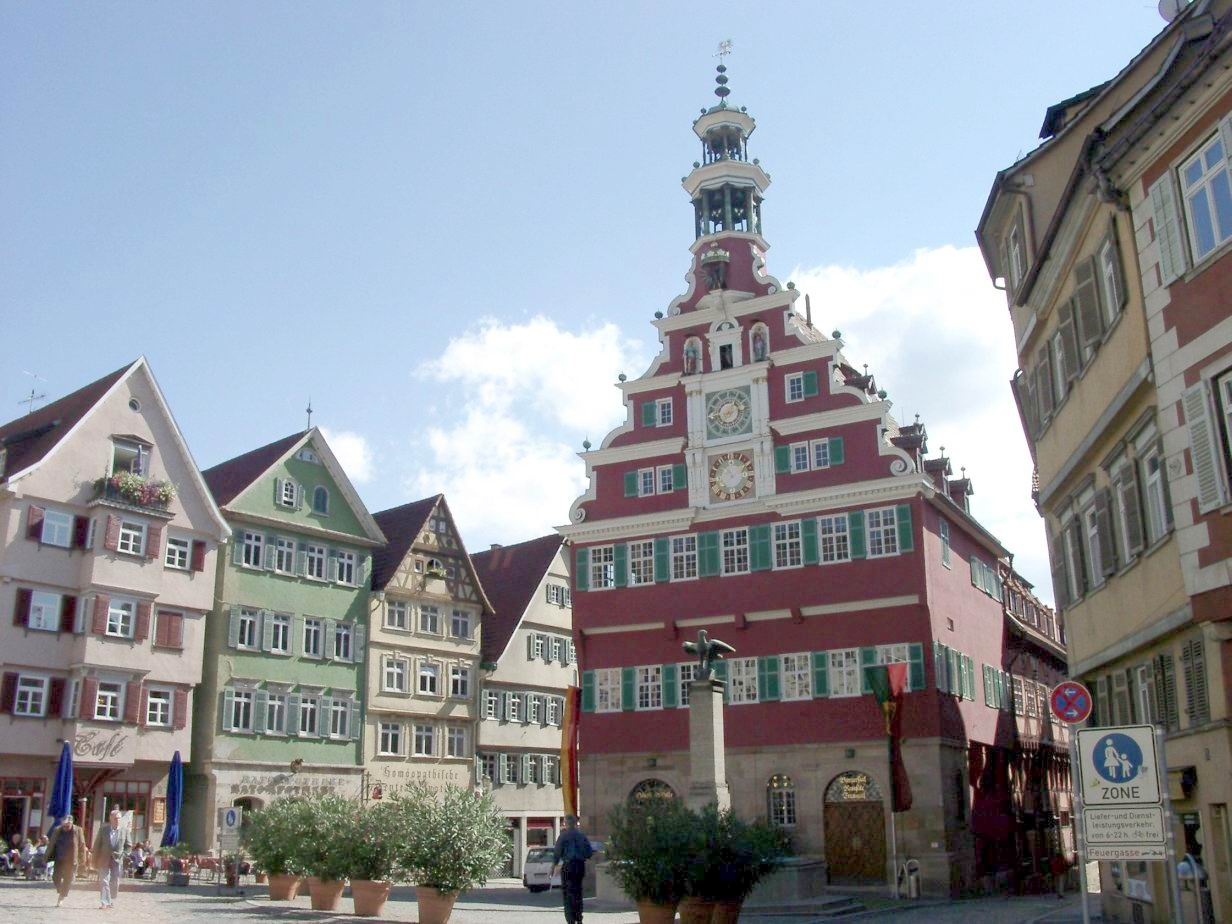
Stary Ratusz
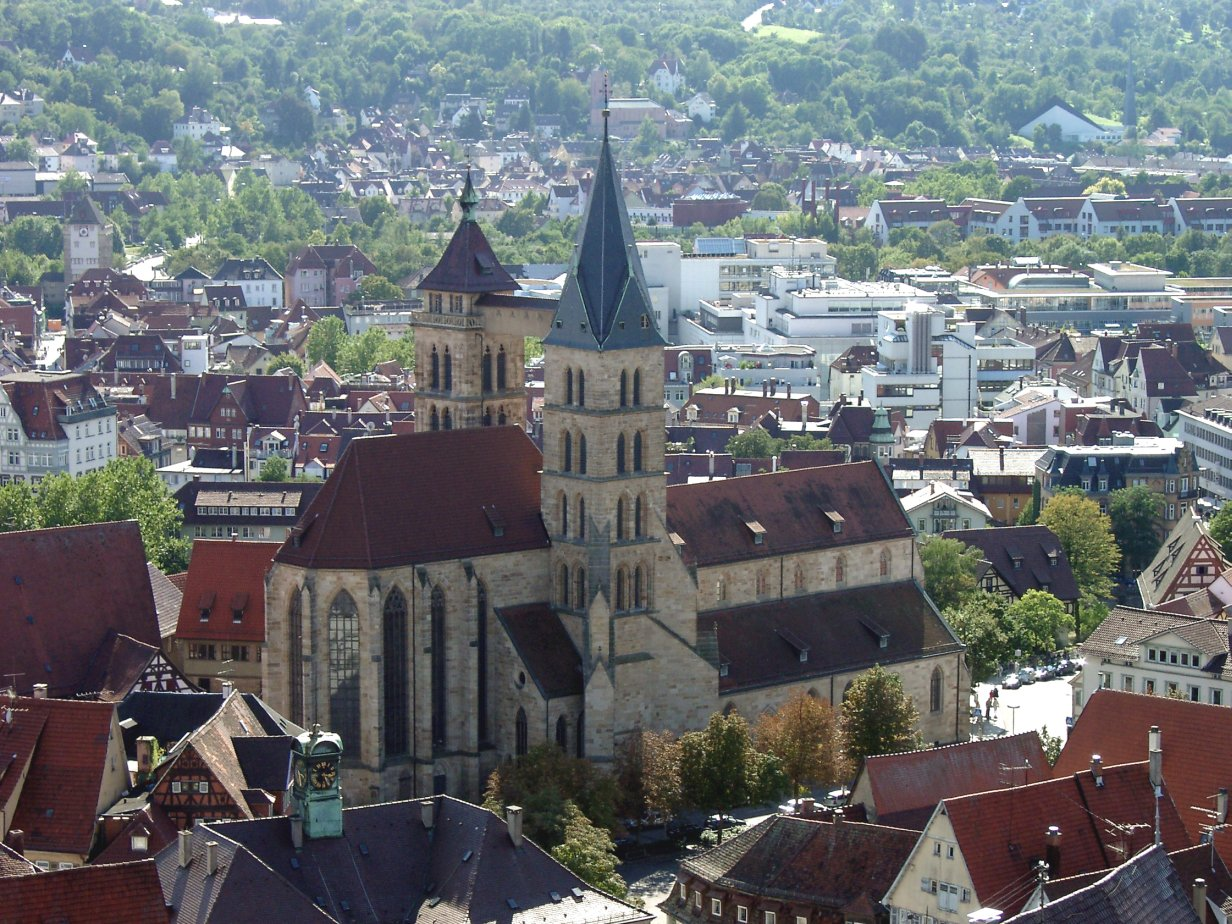
Kościół miejski